# Харрелл, Линн
Линн Хэ́ррелл (иногда Ха́ррэл; англ. Lynn Harrell; 30 января 1944, Нью-Йорк, Нью-Йорк, США — 27 апреля 2020, Санта-Моника, Лос-Анджелес, США) — американский виолончелист.

## Биография
Родился в музыкальной семье: отец — певец, мать — скрипачка. В 8 лет решил учиться играть на виолончели. Учился в Джульярдской школе и Кёртисовском институте музыки. В 1960 году потерял отца, в 1962 году — мать.
В 1961 году в составе Нью-Йоркского филармонического оркестра впервые играл в Карнеги-холле. В 1964—1971 годах — первая виолончель Кливлендского оркестра. Как солист дебютировал в 1971 году в Нью-Йорке.

### Семья
Жена (с 7.9.1976) — Линда Бленфорд (англ. Linda Blanford); дети:
- Эбен и Кэтрин (двойняшки).

## Репертуар
В репертуаре музыканта Бах, Гайдн, Гендель, Бетховен, Шуман, Мендельсон, Брамс, Чайковский, Дворжак, Дебюсси.

## Педагогическая деятельность
Преподавал в Королевской академии музыки в Лондоне, Кливлендском институте музыки, Джульярдской школе и др. До 2009 года преподавал в университете Райса (Хьюстон, Техас).

## Признание
Премия Эвери Фишера (1975, вместе с М. Перайей), премия Григория Пятигорского. Дважды лауреат премии Грэмми (1982, 1988)